# Mika Kohonen

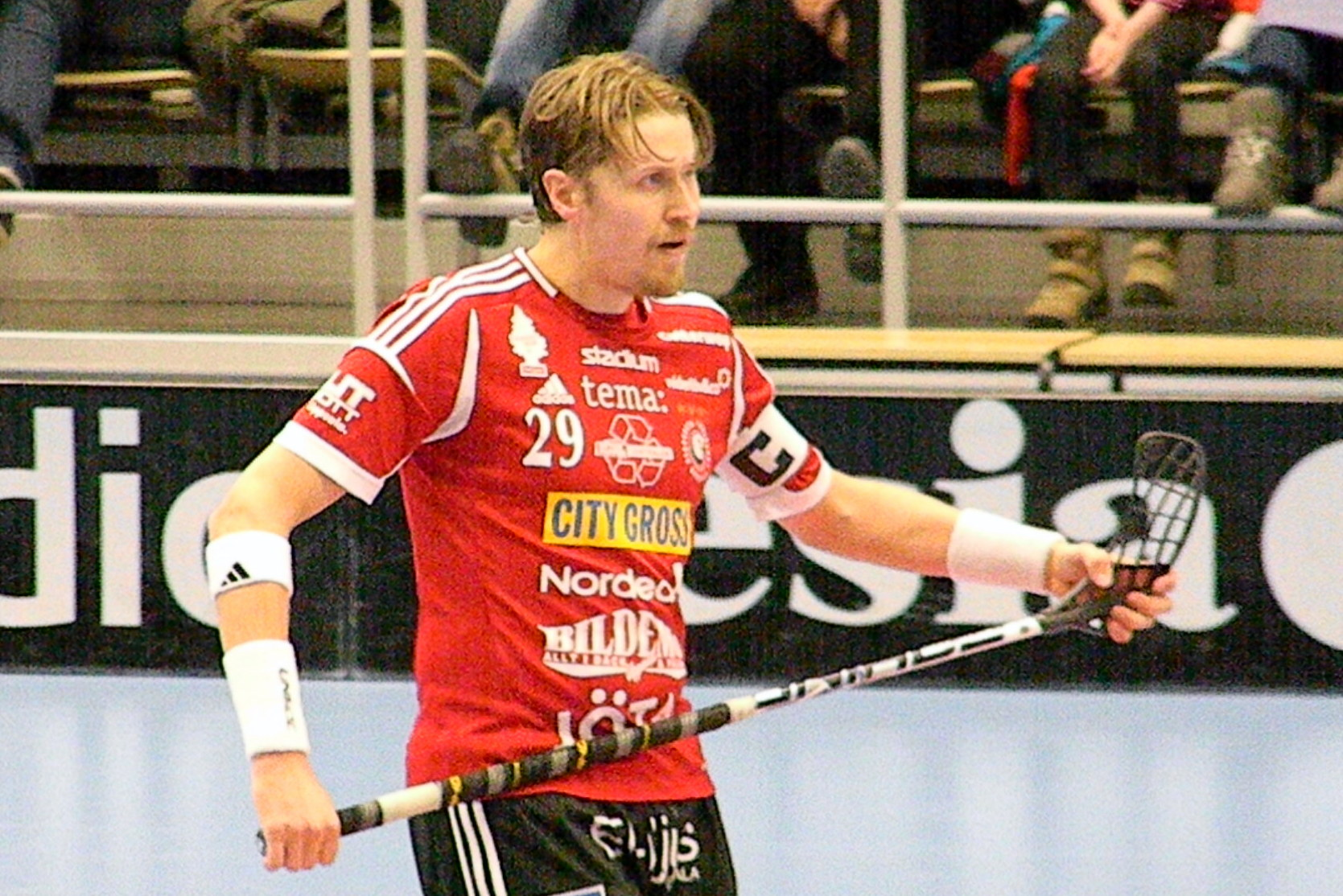
Mika Kohonen, 2013

Mika Kohonen (* 10. Mai 1977 in Jyväskylä) ist ein ehemaliger finnischer Floorballspieler und heutiger Trainer. Er ist vierfacher Weltmeister mit der finnischen Nationalmannschaft (Stand 2016). Er spielt in der schwedischen Svenska Superligan bei Storvreta IBK. Kohonen wurde 2005, 2009, 2010, 2011 und 2012 von der schwedischen Fachzeitschrift Innebandymagazinet zum Weltfloorballspieler des Jahres ausgezeichnet.

## Karriere
Kohonen begann mit dem Floorball in seiner Geburtsstadt Jyväskylä beim Klub Happee. In der Saison 1995/96 gab er für die erste Happee-Mannschaft sein Debüt. Bis zum Jahr 2000 bestritt er 114 Spiele für Happee und konnte dabei 198 Scorerpunkte erzielen. Zur Saison 2000/01 wechselte er nach Schweden zum Erstligaklub Balrog IK. In 120 Spielen gelangen ihm hier bis 2004 ganze 329 Scorerpunkte. Gleich in seiner ersten Saison wurde er mit 107 Punkten bester Scorer der Liga. Zur Saison 2004/05 kehrte Kohonen für ein Jahr zu seinem Stammverein Happee zurück, ehe es ihn wieder nach Schweden zog. Für Storvreta IBK ging Kohonen ab 2005/06 auf Punktejagd. 2016 bis 2018 spielte er beim FC Helsingborg. Dann kehre er nochmals nach Finnland zu Happee zurück.
Für die finnische Nationalmannschaft spielte Kohonen von 1997 bis 2018. Bei den alle zwei Jahre ausgetragenen WM-Turnieren konnte Kohonen vier Gold-, fünf Silber- und zwei Bronzemedaillen gewinnen. Dabei spielt er gegen Schluss die Rolle des Spielregisseurs im finnischen Team. Rund zwei Drittel seiner Scorerpunkte waren Vorlagen, ein Drittel Tore.
Bei der Weltmeisterschaft 2018 wurde er nur noch als Ergänzungsspielern – insbesondere in Powerplays – eingesetzt. 
2019 riss er sich bei einem Spiel eine Achillessehnenruptur zu. Danach konnte er nicht mehr spielen und gab 2021 seinen Rücktritt bekannt.

## Trainer

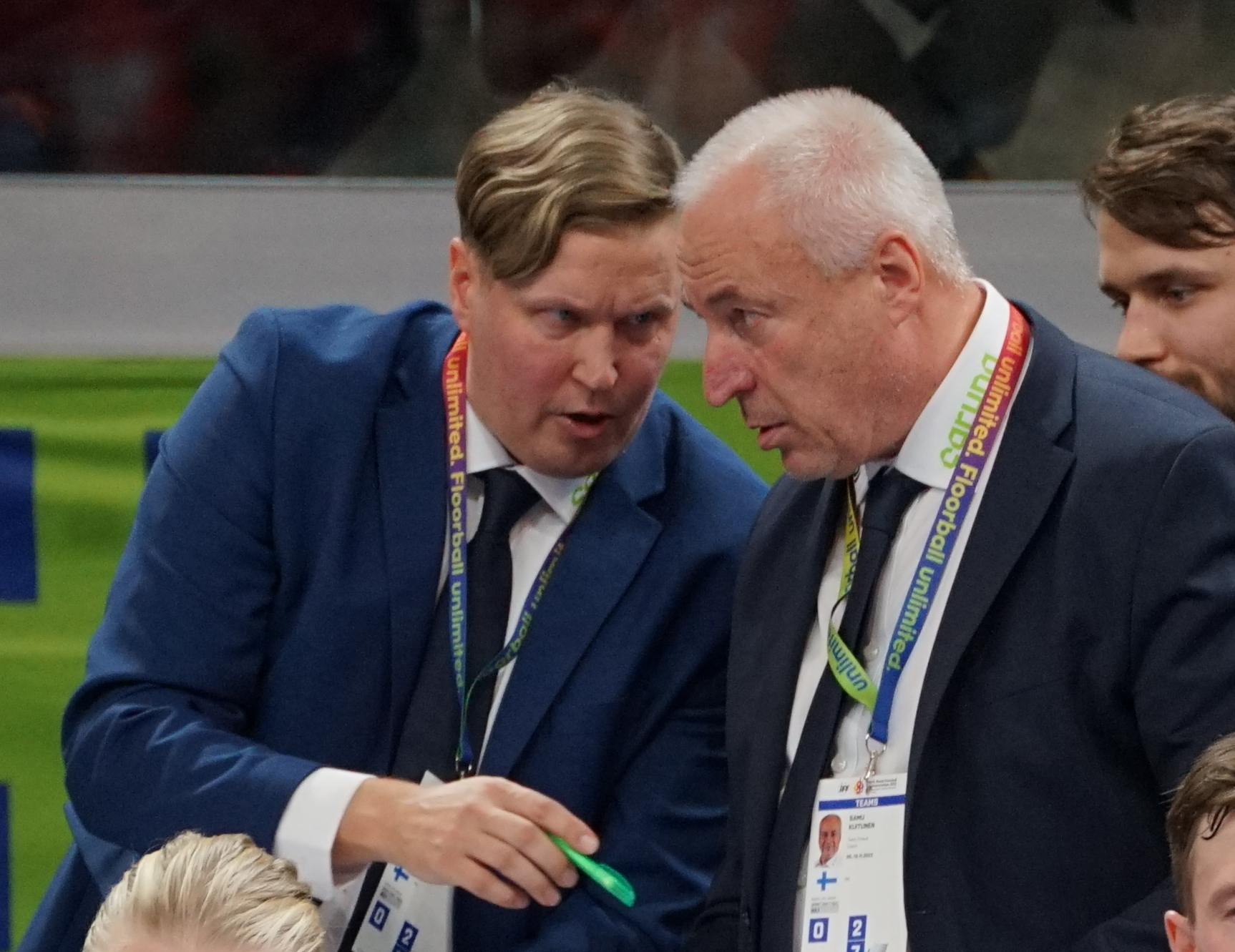
Mika Kohonen (links) mit Samu Kuitunen an der Weltmeisterschaft 2022

Schon bei der Weltmeisterschaft 2021 stand Kohonen als Trainer an der Seite. Auch 2022 war er einer der drei Trainer der Finnischen Nationalmannschaft.  

## Sonstiges
Kohonen ist 1,91 Meter groß und wiegt 80 Kilogramm. 